# 曾恩琦
曾 恩琦（ツォン・エンチー）は、台湾の芸能人、旧芸名は「曾雅鈴」（ツォン・ヤーリン）。ニックネームは舒舒（シュウシュウ）であり、瑤瑤（ヤオヤオ）と同じく童顔巨乳アイドルとして知られる。

## 出演CM
- 預言Online